# Prosopocera insularis
Prosopocera insularis là một loài bọ cánh cứng trong họ Cerambycidae.